# (3669) Вертинский
3669 Вертинский (3669 Vertinskij)   — астероид главного пояса, открытый 21 октября 1982 года.
Инвариант Тиссерана по отношению к Юпитеру составляет 3,647.
Назван в честь Александра Николаевича Вертинского.

## Сближения
| дата             | а. е.    | расстояний до Луны | небесное тело |
| ---------------- | -------- | ------------------ | ------------- |
| 18.07.2004 22:33 | 0,038269 | 14,9               | Фисба         |